# دامباگاهامودونا
دامباگاهامودونا (به لاتین: Dambagahamuduna) یک منطقهٔ مسکونی در سری‌لانکا است که در استان مرکزی (سری‌لانکا) واقع شده‌است.